# Elegiae in Maecenatem

Les Elegiae in Maecenatem (« Élégies en l'honneur de Mécène ») sont une des œuvres de l'Appendix Vergiliana, collection de poèmes traditionnellement attribués à Virgile depuis l'Antiquité, mais qui en fait ne sont très vraisemblablement pas de lui, mais de divers auteurs plus tardifs.

## Contenu de l'œuvre
Il s'agit de deux poèmes en distiques élégiaques sur la mort de Mécène. De ce fait, il est impossible qu'ils soient l'œuvre de Virgile, puisque Mécène est mort en 8 av. J.-C. tandis que Virgile, qui ne le connaissait pas, est mort en 19 av. J.-C. Scaliger propose de les attribuer à Albinovanus Pedo. Les historiens sont divisés pour savoir s'il y avait un ou deux éloges, l'interruption aux vers 144-145 peut potentiellement être une erreur de transmission manuscrite. C'est une commande de Lollius.
Le premier poème fait l'éloge de Mécène et le compare à Bacchus. Le second poème, plus court, rappelle les dernières paroles de Mécène : il souhaite que la postérité se souvienne de lui et fait des vœux en l'honneur d'Auguste.
Ces éloges peuvent être comparés au panégyrique, à l'épitaphe, à l'Agricola de Tacite, ainsi qu'aux élégies d'Ovide pour Messala, la Consolation à Livie attribuée à Ovide et le Panégyrique pour Messala, dans le Corpus Tibullianum ou l'Eloge de Pison.